# Corroncho
Corroncho puede referirse al nombre vulgar de cualquiera de las siguientes especies de loricáridos (peces siluriformes) que viven en aguas poco profundas y correntosas de los ríos de Venezuela, Colombia y Ecuador:
- Ancistrus caucanus.
- Ancistrus nationi.
- Chaetostoma anomalum.
- Chaetostoma leucomelas.
- Chaetostoma tachiraensis.
- Dekeyseria pulcher.
- Dolichancistrus cobrensis.
- Hemiancistrus maracaiboensis.
- Lasiancistrus daguae.
- Lasiancistrus maracaiboensis.
- Pterygoplichthys punctatus.